# Sofonisba
Sofonisba (Sophonisba) est une tragédie de Gian Giorgio Trissino (Le Trissin) traduite par Mellin de Saint-Gelais et Jean-Antoine de Baïf en 1556. Il n'aurait fallu que quatre jours pour la traduire. Il s'agissait d'une commande de Catherine de Médicis. Elle fut représentée la même année au château de Blois devant la cour, avec les jeunes princesses royales dans les principaux rôles. Saint-Gelais fut aidé par Jacques Amyot pour l'élaboration du spectacle. La pièce fut imprimée en 1559, à Paris, par Gilles Corrozet. Elle est accompagnée d'un sous-titre : Tragedie tres excellente tant pour l'argument que pour le poli langage et graves sentences dont elle est ornée, représentée et prononcée devant le Roi, en sa ville de Blois.
La traduction est fidèle, à une exception près : chez Trissino, la mort de Sophonisbe avait lieu sur scène, elle était à présent l'objet d'un récit.

## Édition moderne
- « Théâtre français de la Renaissance », Florence-Paris, Olschki-P.U.F., première série, vol. 1 (1550-1561), p. 237-294, éd. Luigia Zilli.